# 2014 en Suisse
Chronologie de la Suisse
- 2010
- 2011
- 2012
- 2013
- 2014
- 2015
- 2016
- 2017
- 2018

2012 par pays en Europe - 2013 par pays en Europe - 2014 par pays en Europe - 2015 par pays en Europe - 2016 par pays en Europe
2012 en Europe - 2013 en Europe - 2014 en Europe - 2015 en Europe - 2016 en Europe 

## Gouvernement au1erjanvier 2014
- Conseil Fédéral:[1]
  - Didier Burckhalter (PLR/NE), président de la Confédération
  - Simonetta Sommaruga (PS/BE), vice-présidente du conseil fédéral
  - Johann Schneider-Ahmann (PLR/BE)
  - Eveline Widmer-Schlumpf (PBD/GR)
  - Ueli Maurer (UDC/ZH)
  - Alain Berset (PS/FR)
  - Doris Leuthard (PDC/AG)

## Faits marquants

### Février
- 9 février : l'initiative populaire « Contre l'immigration de masse » est acceptée par 12 5/2 des cantons et 50,34 % des suffrages exprimés et l'initiative populaire « Financer l'avortement est une affaire privée - Alléger l'assurance-maladie en radiant les coûts de l'interruption de grossesse de l'assurance de base » est refusée par tous les cantons et 69.8 % des suffrages exprimés.

### Décembre
- 3 décembre : Simonetta Sommaruga est élue par le Parlement, à la présidence de la Confédération suisse pour l'année 2015.